# Zave (Verwaltungsbezirk)
Zave (persisch شهرستان زاوه) ist ein Schahrestan in der Provinz Razavi-Chorasan im Iran. Er enthält die Stadt Zave, welche die Hauptstadt des Verwaltungsbezirks ist.

## Demografie
Bei der Volkszählung 2016 betrug die Einwohnerzahl des Schahrestan 67.695. Die Alphabetisierung lag bei 78 Prozent der Bevölkerung. Knapp 14 Prozent der Bevölkerung lebten in urbanen Regionen.
| Zensusjahr | Einwohnerzahl |
| ---------- | ------------- |
| 2011       | 71.677        |
| 2016       | 67.695        |